# Leptostylopsis longicornis
Leptostylopsis longicornis là một loài bọ cánh cứng trong họ Cerambycidae.